# Tipula (Eumicrotipula) balloui
Tipula (Eumicrotipula) balloui is een tweevleugelige uit de familie langpootmuggen (Tipulidae). De soort komt voor in het Neotropisch gebied.